# Résolution 414 du Conseil de sécurité des Nations unies
Membres permanents
- Chine
- États-Unis
- France
- Royaume-Uni
- URSS

Membres non permanents
- Allemagne de l'Ouest
- Bénin
- Canada
- Inde
- Libye
- Mauritanie
- Pakistan
- Panama
- Roumanie
- Venezuela

Résolution no 413 Résolution no 415
La résolution 414 du Conseil de sécurité des Nations unies fut adoptée le 15 septembre 1977. Après avoir entendu le représentant permanent de la république de Chypre, le Conseil s'est déclaré préoccupé par l'évolution récente de la situation dans le pays, en particulier dans la région de Famagouste. Il a noté l'urgence de progresser vers un règlement de paix, réaffirmant les résolutions 365, 367 et la résolution 2312 de l'Assemblée générale.
Le Conseil a prié le secrétaire général de continuer de suivre la situation.
La résolution a été adoptée sans vote.